# 40. lovski polk (Wehrmacht)
 Za druge 40. polke glej 40. polk.
 40. lovski polk je bil lovski polk v sestavi redne nemške kopenske vojske med drugo svetovno vojno.

## Zgodovina
Polk je bil ustanovljen 3. januarja 1944 v Zagrebu kot rezervna enota 42. lovske divizije.